# Pteris mixta
Pteris mixta là một loài dương xỉ trong họ Pteridaceae. Loài này được Christ in K.Schum. & Laut. mô tả khoa học đầu tiên năm 1905.
Danh pháp khoa học của loài này chưa được làm sáng tỏ. 